# Ingoberga
Ingoberga (* um 520; † 589 in Tours) war die erste Ehefrau des Frankenkönigs Charibert I. Ihre Herkunft ist unbekannt, eine vornehme Familie wird aber angenommen.
Ingoberga und Charibert waren vermutlich die Eltern von Bertha, der späteren Ehefrau des Königs Æthelberht von Kent und Initiatorin der christlichen Mission unter den Angelsachsen.
Die Ehe von Ingoberga und Charibert zerbrach, sie ging in ein Kloster nach Tours, wo sie eine Vertraute des Chronisten Gregor von Tours wurde. Vor ihrem Tod mit etwa 70 Jahren schenkte sie ihr Vermögen Kirchen in Tours (insb. Saint-Martin de Tours) und der Kirche in Le Mans. Ebenso soll sie Unfreie aus ihrer Verfügungsbefugnis entlassen haben.